# Hammarsnigel
Hammarsnigel (Deroceras sturanyi) är en snäckart som först beskrevs av Heinrich Rudolf Simroth 1894.  Hammarsnigel ingår i släktet Deroceras, och familjen fältsniglar. Arten är reproducerande i Sverige.